# 戴邈
戴邈（?—?），字望之，廣陵（今江蘇揚州）人。東晉時期官員，戴淵弟，華譚女婿。
戴邈精通《史記》和《漢書》，學問更勝戴淵。举秀才，迁太子洗马，出为西阳内史。永嘉年间，司马睿命他为行邵陵内史、丞相军谘祭酒，出为征南军司。他向司马睿建议设立学校，在東晉代刘隗为丹阳尹，加左将军。王敦之亂時，王敦殺害戴淵，戴邈坐免官。王敦死后，戴邈拜为尚书仆射。任上去世，赠卫将军，谥号穆。子戴謐，歷任義興太守、大司農。